# Apogonia teruakii
Apogonia teruakii är en skalbaggsart som beskrevs av Kobayashi 2010. Apogonia teruakii ingår i släktet Apogonia och familjen Melolonthidae. Inga underarter finns listade i Catalogue of Life.